# Перебежчик

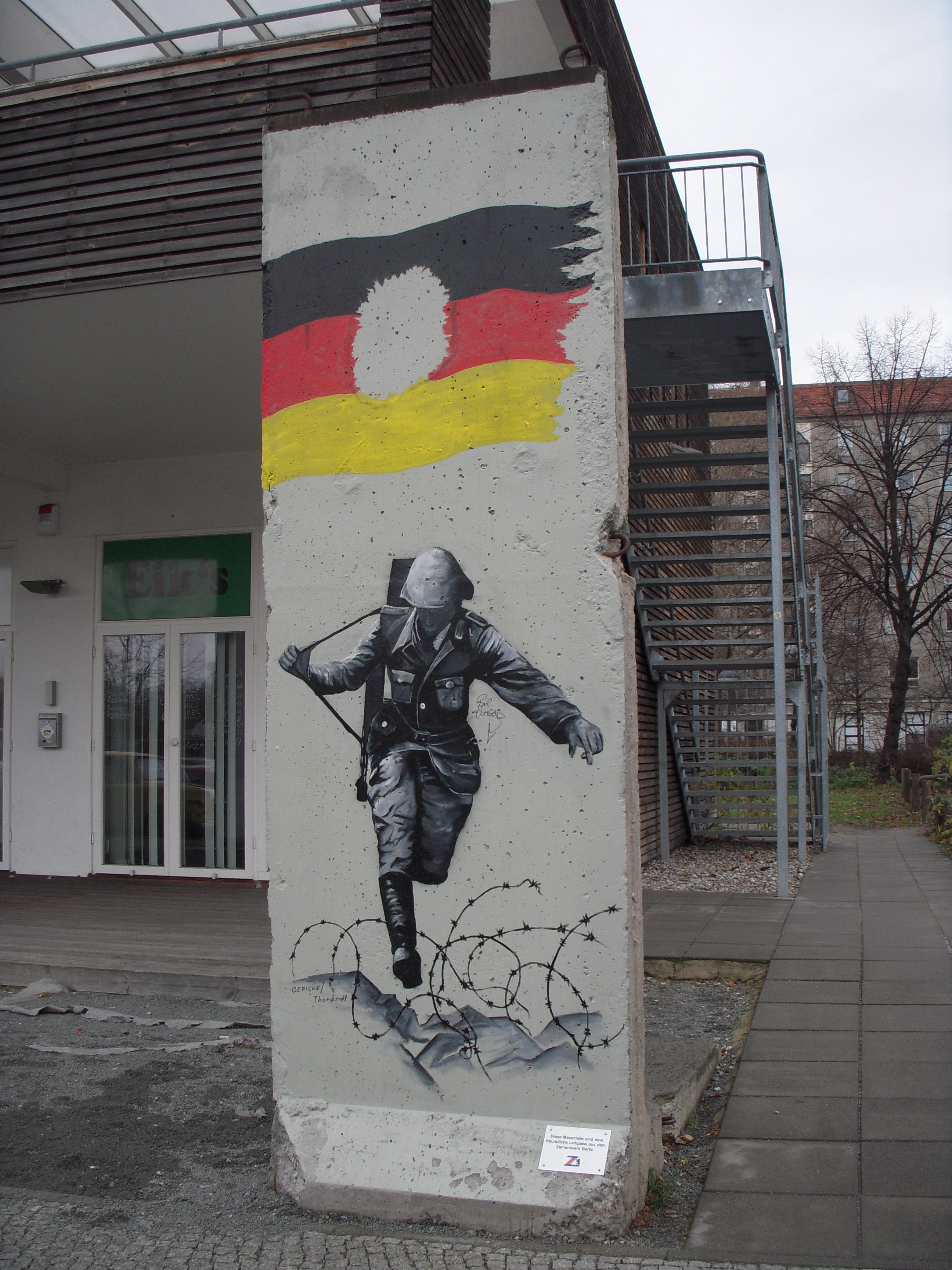
«Прыжок на свободу» Конрада Шумана. Одна из наиболее знаковых фотографий времён холодной войны, позднее многократно использованная в качестве сюжета в искусстве

«Перебе́жчик» — понятие и, одновременно, пропагандистское клише, которым, как правило, определяют людей, покинувших страну при отсутствии легальных возможностей эмигрировать за рубеж. Понятие активно применялось в период холодной войны, в основном, советской пропагандой применительно к советским гражданам и гражданам соцстран, в то же время советская пропаганда никогда не называла «перебежчиками» перебравшихся в СССР граждан западных стран. В более узком смысле выражение употребляют по отношению к случаям перехода военнослужащих на сторону противника, а в советский период оно также употреблялось в отношении пленённых противником советских военных.

## Сущность явления
При том, что явление перехода на сторону противника существовало на Руси издавна, — великий князь Владимир вместе со своим наставником воеводой Добрыней бежал в Скандинавию от своего старшего брата Ярополка, чтобы собрать там варяжскую дружину и захватить Киев (позже при помощи этих варяжских наёмников убил своего брата, заманив того на переговоры). Князь Святополк Владимирович, убив троих своих братьев, бежал к печенегам. Князь Иван Ростиславович бежал к половцам, при поддержке которых затем разграбил подунайские и галицкие города; Великий князь Юрий Данилович бежал в Орду, чтобы там просить у Великого хана помощи против своих более удачливых родственников; Митрополит Пимен бежал к туркам и оттуда слал проклятия Дмитрию Донскому и русской православной церкви. Русские историки впоследствии никогда не называли их «перебежчиками». Князь Андрей Курбский, один из любимцев Ивана Грозного перешёл на сторону Великого княжества литовского, его никогда не называли «перебежчиком» даже апологеты грозненского политического строя. Русский социалист Александр Герцен, осев в Европе, активно поддерживал страны Запада в ходе разразившейся вскоре Крымской войны и последующих их конфликтов с Россией, мечтая вернуться в контролируемую французами Одессу. Ни тогдашняя, ни последующая российская публицистика не называла его «перебежчиком».
Ситуация изменилась в советское время. Поскольку выезд за пределы большинства соцстран был чрезвычайно затруднительным, «перебежчиками» и «невозвращенцами» становились все подряд категории населения, среди которых военнослужащие на действительной военной службе составляли меньшинство.
В СССР и соцстранах «перебежчики» автоматически заносились в разряд предателей, подлежали закрытому суду и заочно приговаривались по ст. 58-1а «Измена родине», как правило, к расстрелу. Кроме самих сбежавших судили также членов их семей и всех из числа их близких и знакомых за «недонесение» (ст. 58-12) о готовившемся побеге, не попавшие под суд попадали в категорию «неблагонадёжных» и под наблюдение органов госбезопасности. В западных странах, куда перебежчикам удавалось добраться, их нередко превозносили как героев, им предоставлялось политическое убежище и различные гарантии безопасности в целях его защиты от политического преследования и действий советских спецслужб.

### Период холодной войны

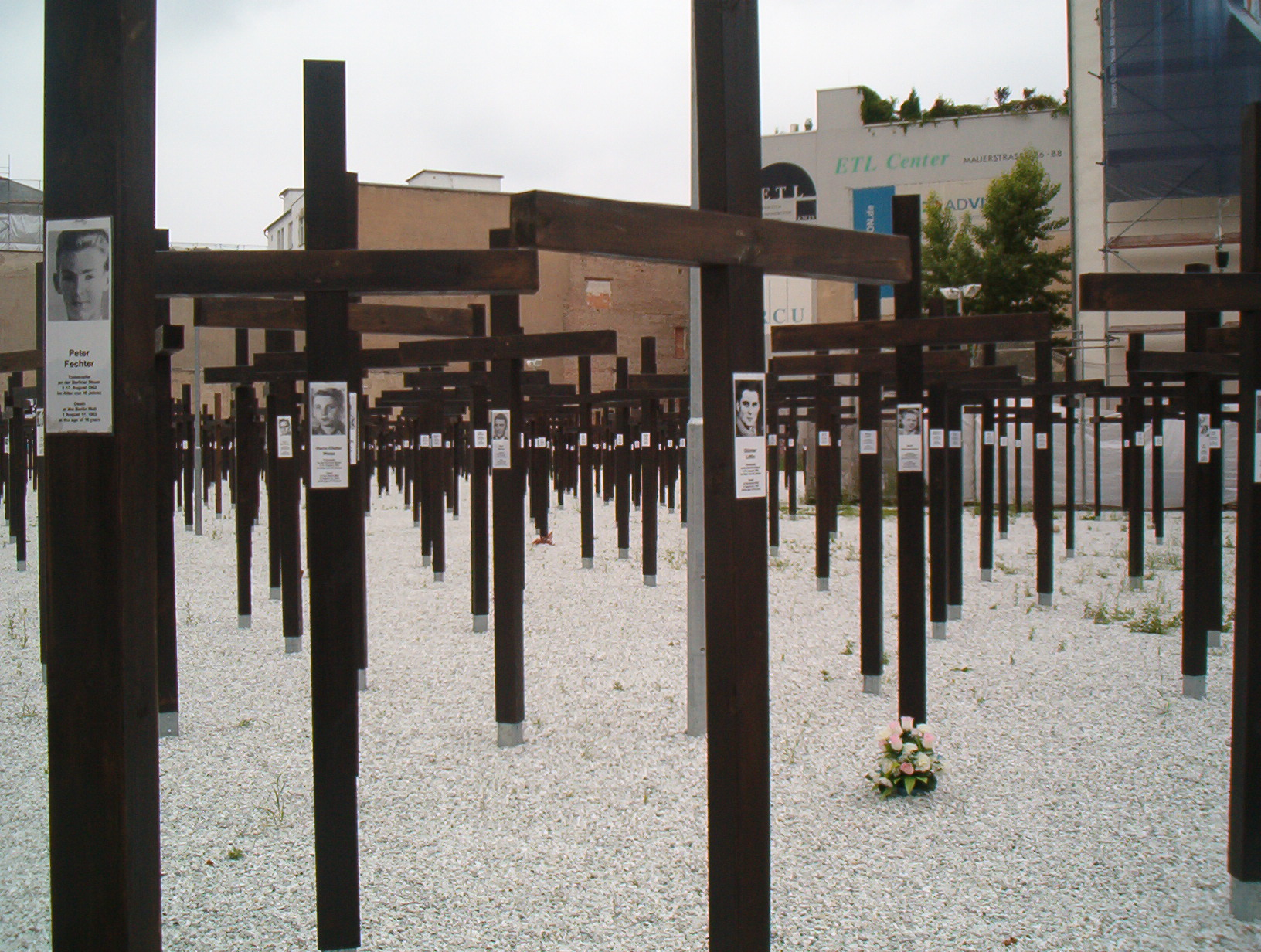
Памятник жертвам Берлинской стены

Например, в 1950 гражданам Восточной Германии все чаще запрещено было путешествовать по Западной Германии, где они автоматически признавались гражданами в соответствии с законами. Берлинская стена и укрепления вдоль границы между ГДР и ФРГ были возведены в 1961 году в политических целях. Когда люди пытались «перебежать» из ГДР, они могли быть расстреляны на месте. Несколько сотен человек были убиты на границе при попытке «бегства из республики». Официальные переходы между странами также существовали, но разрешения на посещение ФРГ выдавались в редких случаях. С другой стороны, ГДР аннулировало гражданство некоторых «неудобных» восточных немцев, и они были вынуждены покинуть свои дома в короткие сроки против их воли. Другие же, например певец Вольф Бирман, были лишены гражданства и не могли возвращаться в ГДР.
Во времена Холодной войны, многих людей бежавших из Советского Союза или Восточного блока на Запад называли перебежчиками. Люди из западного блока иногда также переселялись в страны Восточного блока.